# Region Bernina
Die Region Bernina ist eine Verwaltungseinheit des Kantons Graubünden in der Schweiz, die durch die Gebietsreform auf den 1. Januar 2017 entstand.
Die Region Bernina umfasst das Puschlav und damit dasselbe Gebiet wie der bis zum 31. Dezember 2016 bestehende Bezirk Bernina. Die Kreise Brusio und Poschiavo wurden auf dieses Datum hin aufgelöst.

## Einteilung
Zur Region Bernina gehören folgende Gemeinden:
Stand: 1. Januar 2016
| Wappen    | Name der Gemeinde | Einwohner (31. Dezember 2023) | Fläche in km² | Einw. pro km² |
| --------- | ----------------- | ----------------------------- | ------------- | ------------- |
| Brusio    | Brusio            | 1105                          | 46,30         | 24            |
| Poschiavo | Poschiavo         | 3525                          | 191,01        | 18            |
| Total (2) | Total (2)         | 4630                          | 237,31        | 20            |